# Kanton Grimaud
Kanton Grimaud is een voormalig kanton van het Franse departement Var. Kanton Grimaud maakte deel uit van het arrondissement Draguignan en telde 28.643 inwoners (1999). Het werd opgeheven bij decreet van 27 februari 2014, met uitwerking op 22 maart 2015. De gemeenten werden opgenomen in het nieuwe kanton Sainte-Maxime met uitzondering van La-Garde-Freinet dat werd toegevoegd aan het kanton Le Luc.

## Gemeenten
Het kanton Grimaud omvatte de volgende gemeenten:
- Cogolin
- Grimaud (hoofdplaats)
- La Garde-Freinet
- Le Plan-de-la-Tour
- Sainte-Maxime